# Santa Maria di Licodia
Santa Maria di Licodia (Santa Marìa di Fuddìa in siciliano) è un comune italiano di 7 578 abitanti della città metropolitana di Catania in Sicilia.

## Geografia fisica
Il comune è situato in collina a 442 metri sul livello del mare, nel versante sud occidentale dell'Etna. Il comune è circondato da lussureggianti campagne coltivate per lo più ad agrumi e uliveti nella parte bassa, e a vigneti nella zona alta. La ferrovia Circumetnea e l'ex strada statale 121, ideata durante l'epoca borbonica, che nel centro abitato prende nome di via Vittorio Emanuele, attraversano l'abitato.
Dal capoluogo di provincia è ben raggiungibile attraverso la strada a scorrimento veloce Catania-Paternò. La cittadina è parte dell'area metropolitana di Catania, ed è inserita tra i comuni del Parco dell'Etna. Confina con i comuni di Biancavilla , Paternò e Ragalna .

## Origini del nome
Altri invece sostengono che deriva dal termine bosco, in riferimento alla distesa boschiva che copriva ormai il territorio su cui un tempo sorgeva la città romana.
Altre opinioni invece asseriscono che significa bella vista, in quanto dalla timpa cittadina, si gode un'ottima veduta sui monti Erei e sulla Piana di Catania.

## Storia

### Le origini
La storia di Santa Maria di Licodia ha origine remote. Secondo quanto affermano numerosi storici, il comune odierno deriva dell'antica città di Inessa, la cui genesi risalirebbe all'epoca della dominazione Sicana della Sicilia, ovvero al secolo XII o XI a.C. Ciò trova riscontro in un testo dell'autore greco Polieno il Macedone, il quale, al capitolo V dei suoi “Stratagemmi”, narra di un artificio di Falaride a danno della città di Inessa.

### Età antica
Gerone I tiranno di Siracusa, si impose con la forza per affermare l'autorità delle città doriche sulle calcidiche. Marciando quindi su Catania, la conquistò, popolandola di coloni greci e siracusani e mutò il suo nome in Etna, dal vicino vulcano nell'anno 476 a.C.
Al suo breve governo successe il fratello Trastibulo, che però a causa del suo mal governo dovette fuggire. Caduta la dinastia Gelonica, i catanesi cacciati dalla loro patria, approfittando della disfatta di Trastibulo e con l'ausilio del principe siculo Ducezio, marciarono verso la città. Gli etnei (catanesi), cacciati dalla città, ottennero di potersi ritirare nella città di Inessa, che occuparono nel 461 a.C. In memoria dell'antica patria perduta essi ne mutarono il nome in Etna.

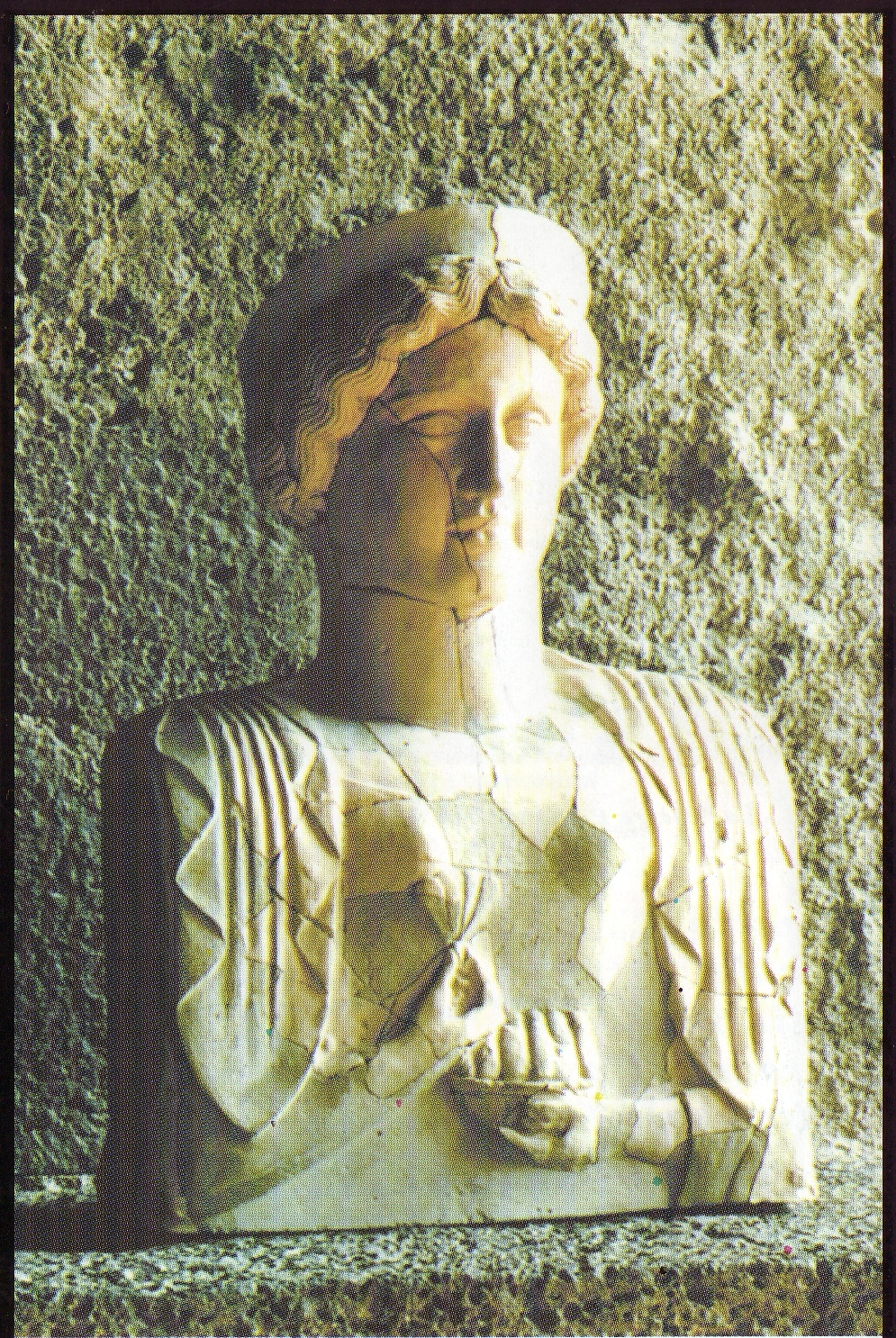
Busto femminile in terracotta del secolo V a.C., rinvenuto in contrada Civita

Gli storici però non dimenticarono l'antico nome, e chiamarono la città promiscuamente sia Etna che Inessa.

### L'occupazione dei romani
Durante il periodo di dominazione romana della Sicilia, esattamente ai tempi di Cicerone (73-70 a.C.), la città di Etna era alquanto famosa per la coltura del grano. Essa faceva parte delle città dette “Decumane”. Come tutti i centri siciliani, toccò anche ad essa la sorte di subire le angherie del Console Romano Caio Verre.
Narra Cicerone, nel libro III delle Verrine, un fatto avvenuto nel foro di Etna.
Verre in tale periodo, faceva preparare agli abili tessitori della città, delle stoffe pregiate in porpora.
Etna, come altre città della Sicilia, possedeva la sua zecca in grado di coniare monete. Filippo Paruta ne descrive due esemplari; in una moneta erano rappresentati la testa di Apollo e nel rovescio un milite armato con asta. Un altro conio raffigurava la testa della dea Cerere coronata di spighe, e sul rovescio la cornucopia. Entrambe portavano incisa la scritta “Aitnain”.
Appo Antonio, nel suo itinerario delle città romane parla di Etna, segnandone le distanze. Della città si hanno notizie fino all'epoca imperiale, 117 d.C. ma nessuno segna la data della sua decaduta, né l'evento che segnò la sua definitiva distruzione, probabilmente dovuta a movimenti tellurici.

### Epoca medievale e monastero
Una chiesa dedicata alla Madre di Dio, esisteva sin dall'epoca dell'occupazione saracena della Sicilia, nella contrada denominata Licodia. Con l'occupazione Normanna della Sicilia, inizia il processo di ri-cristianizzazione dell'isola, che venne affidato agli Ordini Religiosi, quali i Benedettini, con la fondazione di vari monasteri e abbazie disseminati nel territorio. Presso la chiesa esistente a Licodia, il Conte Simone di Policastro, Signore di Paternò, volle fondare un monastero benedettino. Con diploma dell'agosto 1143, la chiesa e il cenobio, venivano affidati al monaco cassinense Geremia di Sant'Agata e ai suoi seguaci, donandogli i vasti possedimenti che stavano intorno al monastero, con l'obbligo di renderli fruttuosi, e la facoltà di fondare un casale soggetto solo all'autorità del priore. Sicché il Monaco non mancò di dare ai contadini e agli agricoltori che ne facevano richiesta un appezzamento di terreno da coltivare e uno spazio nelle adiacenze del monastero per potervi costruire l'abitazione. In tal modo ebbe origine l'odierna città che, dal nome del monastero della Madre di Dio e della contrada, si chiamò Santa Maria di Licodia. Al monastero fu riconosciuto il diritto-privilegio di esercitare la sua funzione giuridico- amministrativa, sui feudi e sull'abitato di appartenenza.
La Madonna di Licodia

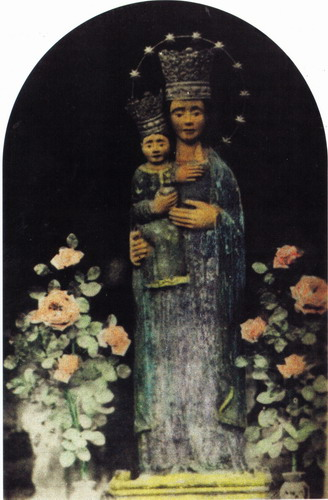
L'antica statua della Madonna del Robore Grosso, trafugata nel 1974

Il nome stesso del comune richiama subito alla memoria la Madonna sotto il titolo di Licodia.
L’immagine a cui si fa riferimento è il prezioso manufatto di origine bizantina della Madonna del Robore Grosso, del secolo XII, proveniente dal monastero omonimo di Adrano e trasferita nella chiesa monastica al tempo dell’abbaziato di De Soris. Si tratta di un'opera di grande valore storico, degna di ammirazione per i profondi significati teologici ed artistici. L’immagine richiama l’iconografia orientale della Madonna dell’Odigidria o dell’Itria.Tipica dell’arte bizantina la staticità del corpo, la ieraticità dei volti dalla forte similitudine, la mano di Maria che indica il Figlio e la grande mano di Cristo. Ma Santa Maria di Licodia non fu solo un'immagine, fu il “genius loci” licodiese, fu simbolo dell’Abbazia, riferimento degli abati e tutela del popolo. 
Giacomo De Soris si fa raffigurare nel suo sigillo in abiti pontificali, inginocchiato in preghiera sotto l’effige di Santa Maria di Licodia avvolta in un ampio manto. 

### Elevazione ad Abbazia e concessioni

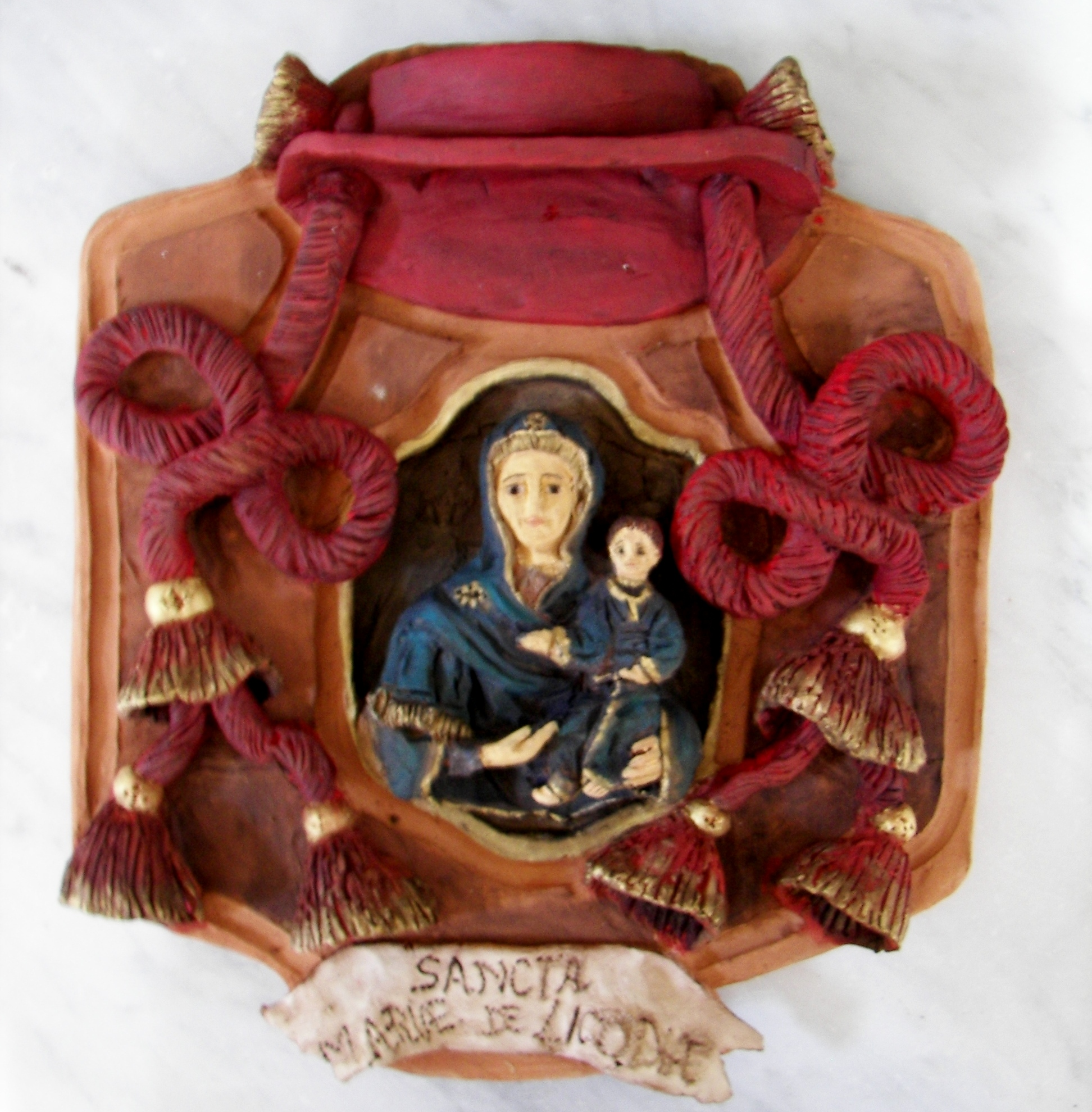
Stemma Abbaziale

Per privilegio del Vescovo Ruggero, nel dicembre del 1205, il monastero della Madre di Dio di Licodia, nella persona del suo priore Pietro Celio, già monaco di Sant'Agata, veniva innalzato alla dignità Abbaziale, con facoltà a tutti i successivi abati, di far uso delle insegne vescovili della mitria dell'anello e del baculo. In tale occasione la Chiesa abbaziale di Santa Maria (Chiesa Madre), venne dichiarata sacramentale. Con la medesima, alla novella abbazia venivano accorpati, per munificenza di re Federico II d’Aragona, i cenobi benedettini di San Leone del Pannacchio, destinato alla cura dei frati infermi, e San Nicolò l'Arena. Il vescovo Marziale il 25 luglio del 1359, confermava la riunione canonica dei cenobi, sotto la giurisdizione dell'Abate di Santa Maria di Licodia, mentre veniva stabilito che presso il monastero di San Nicolò l'Arena risiedesse un priore o un sub priore designato dall'abate.
Nel 1336 l'Abate Jacopo de Soris, vicario generale della Chiesa di Catania, con un decreto del marzo 1344, riformò il monastero trasferendolo più a nord, nell'attuale sito dove l'aria era più salubre, dove già aveva posto la sua residenza. In questo periodo lo sviluppo urbanistico del casale di Licodia fu notevole, tanto da distinguersi in Licodia Vetus e Licodia Nova.
Con diploma datato in Catania il 15 gennaio 1334, la Regina Eleonora, moglie di Federico III, rese esente l'Abbazia Licodiese da qualsiasi soggezione alla Curia Reggia e lo arricchì di beni e privilegi. Il figlio Pietro II, con diploma messinese del 10 novembre 1341, liberò l'Abbazia da ogni tassa imposta e da imporsi in futuro.
Clemente VI, con bolla dell'11 e 15 marzo 1392, approvava e sanciva tali concessioni. Ulteriore conferma diede il Re Martino I in Catania, il 20 agosto del 1392.
Nel 1358, il priorato di Santa Maria del Robore Grosso, (da cui probabilmente derivava l'antica statua già venerata nella chiesa Madre), sito presso Adrano, e fondato nel 1356 da Adelasia nipote del Conte Ruggero, diveniva pertinenza dell'Abbazia Licodiana. Ad essa venivano annessi i feudi di Granirei, dell'Isola Carobene, e dell'isola Lanolina in Malta. Il 26 luglio 1425, Bianca di Navarra, vedova del Re Martino il Giovane, concedeva all'Abbazia le “Consuetudini Licodiesi”, una raccolta di decreti che sancivano l'amministrazione e la legislazione dell'Abbazia di Santa Maria di Licodia.
La bolla di Eugenio IV, del 1443, liberava l'abbazia dalle decime e dai sussidi dovuti alla Camera Apostolica. Lo stesso pontefice, sotto l'abate Pietro Rizzari, unì all'Abbazia il monastero benedettino di Santa Maria della Valle di Giosafat in Paternò.
Nel 1483, per iniziativa promossa dall'Abate Mauro Truglio, si formò la Congregazione Benedettina Sicula, approvata da Papa Sisto IV sotto il titolo di Società Sicula di San Benedetto.

### Declino dell'Abbazia
Con la realizzazione nel secolo XVI della “Reggia Benedettina”, ossia il grandioso Monastero di San Nicolò l'Arena, dentro le mura della città di Catania, il priorato si trasferì dalla Casa Madre di Licodia a Catania. L'abate però serbò il titolo di Abate di Santa Maria di Licodia e San Nicolò l'Arena, a cui spettava il diritto di sedere presso il Parlamento Siciliano, come membro del braccio ecclesiastico e successivamente, in seguito alla costituzione siciliana del 1812, come pari spirituale. Nella Casa di Licodia rimasero diversi monaci guidati da un priore, sostituito in seguito da un sub priore a causa della diminuzione dei monaci. I Padri Benedettini rimasero tuttavia amministratori dei feudi licodiesi e guide spirituali fino alla soppressione e allo scioglimento delle congregazioni religiose del 1866. Ultimo abate fu il Beato Giuseppe Benedetto Dusmet.
È giusto accennare che nello stesso secolo anche il complesso monastico e la chiesa subirono profondi rimaneggiamenti strutturali, che modificando il prospetto architettonico, mirarono quasi a cancellare il ruolo spirituale e culturale dell'antica casa.
Nei primi decenni del secolo XVIII, nacque e si affermò a Licodia l'Arciconfraternita del Santissimo Sacramento e delle Anime Purganti, composta da cittadini licodiesi, biancavillesi e da monaci benedettini. Essa ricoprì un ruolo sociale ed anche economico all'interno della comunità, oltre a ricoprire il principale ruolo spirituale. I confrati animati da zelo e dalla munificenza dei Padri Benedettini, si impegnarono nella costruzione di una nuova chiesa dedicata al Santissimo Salvatore o Crocifisso, addossata al muro mediano della chiesa monastica, con cripta atta alla sepoltura dei fedeli.

### Caduta del regime feudale e nascita del nuovo Comune
La fine del potere feudale, emanato con Real Decreto dell'11 ottobre 1817, portò seri sconvolgimenti alla comunità licodiese, che subì la perdita dell'antica autonomia giurisdizionale e territoriale, e l'autonomia amministrativa e fu accorpata al comune di Paternò. 
Da qui numerose iniziative, suppliche e richieste, incitate anche dai Padri Benedettini, vennero inoltrate dai cittadini licodiesi, onde riottenere l'autonomia. 
Con Regio Diploma del 22 agosto 1840, entrato in vigore il I gennaio 1841, Ferdinando II di Borbone Re delle Due Sicilie, concesse l'autonomia al comune di Santa Maria di Licodia, rendendolo indipendente da Paternò.
I moti rivoluzionari che divamparono in Sicilia nel 1848 trovarono il novello Comune, immerso nei problemi dovuti alle controversie per la divisione del territorio, risolte solo nel 1878. Ciononostante i cittadini licodiesi parteciparono in maniera attiva alle insorgenze, caratterizzandole con istanze legate alle esigenze locali, come si è potuto evincere la libro “Fatto storico degli avvenimenti criminosi in Santa Maria di Licodia nel mese di agosto 1848”, edito in Catania nel 1849.
Nel 1867, l'epidemia colerica noceva vittime anche nel comune. In questo periodo di grande disagio il Cardinale Dusmet, arcivescovo di Catania, visitava e confortava i poveri e gli infermi. In questa triste occasione consacrò il paese alla Madonna. Nel 1878 il cardinale tornava per esaudire le richieste dei cittadini licodiesi, e concedere i festeggiamenti, patronali in onore a San Giuseppe, l'ultima domenica di agosto.

## Monumenti e luoghi d'interesse

### Architetture religiose
Chiesa del Santissimo Crocifisso

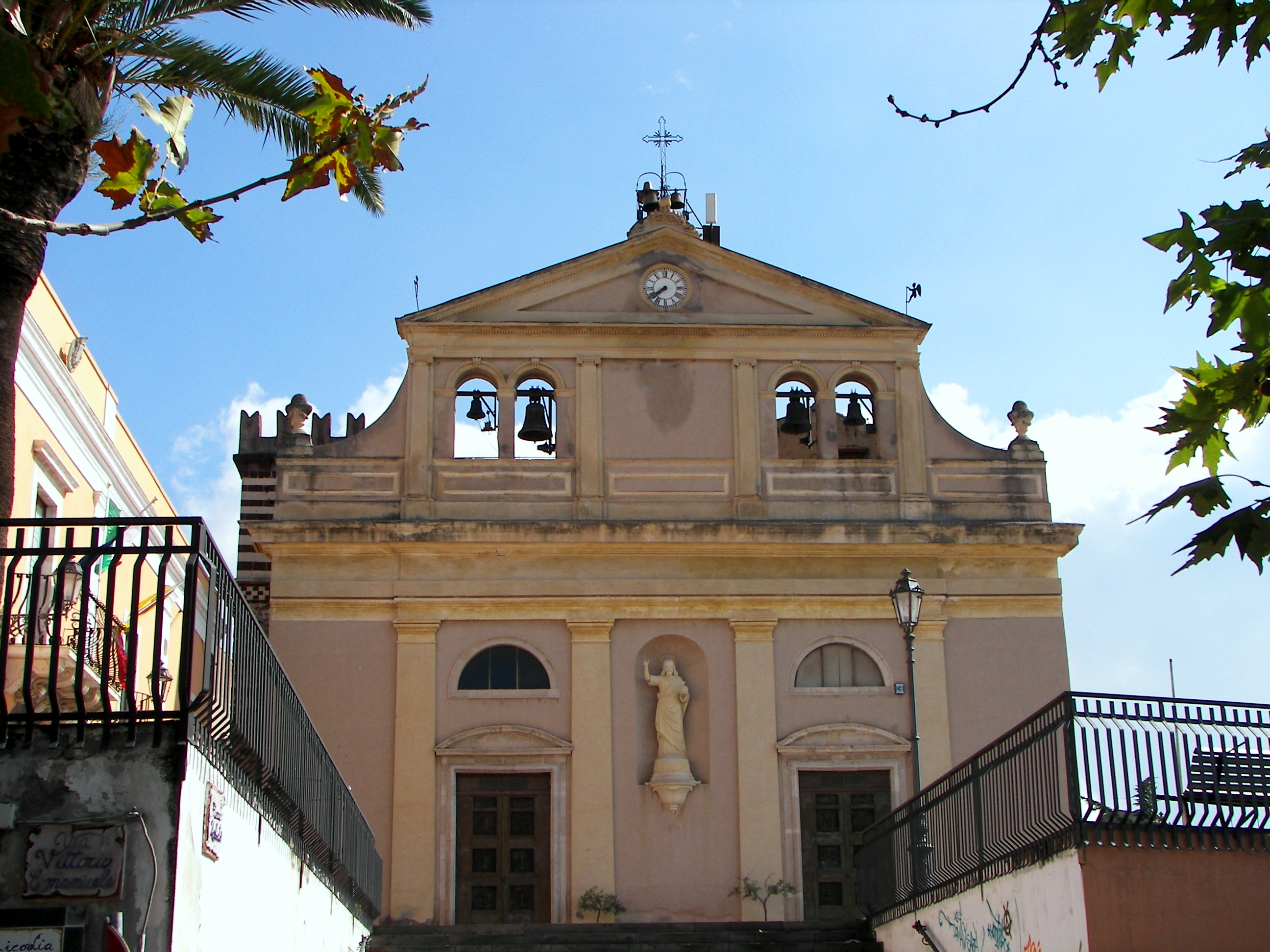
Facciata della chiesa madre

Nota anche come chiesa di San Giuseppe, è l'edificio più importante e la chiesa matrice della cittadina. Ha origini molto antiche, sicuramente basso medioevali, si suppone che l'originario luogo di culto sia infatti d'origine bizantina. Le prime fonti datate risalgono al 1143, quando il conte Simone di Policastro donò la chiesa di Santa Maria e il monastero annesso al monaco Geremia. Nel 1205, il monastero veniva elevato al rango abbaziale e la chiesa di Santa Maria, secondo disposizioni del vescovo Ruggero, veniva eretta chiesa sacramentale.
L'attuale edificio conserva le caratteristiche dovute agli interventi dell'abate Giacomo de Sorris nel 1344, che conferirono all'edificio l'aspetto e il ruolo di una "ecclesia munita" (chiesa fortezza).
Nel 1453 la chiesa, venne restaurata e ingrandita secondo il piano di rinnovamento attuato dall'abate Giovanbattista Platamone.
Ulteriori interventi si ebbero nel 1640 con l'abate Caprara e nel 1724.
Nel 1743 affiancata alla chiesa monastica di Santa Maria, venne eretta, la chiesa del Santissimo Crocifisso o Santissimo Salvatore, a spese dell'Arciconfraternita del Santissimo Sacramento e delle Anime Purganti, provvista di una cripta idonea al seppellimento dei confrati defunti e dei cittadini. Nel 1754 il vescovo Pietro Galletti, concedeva al monastero la facoltà di elevare a parrocchia la chiesa del Santissimo Crocifisso.
Tra il 1831 e il 1856 la chiesa del Santissimo Crocifisso, per venire incontro alle esigenze della crescente popolazione, venne ingrandita e negli stessi anni, seguendo il progetto di rinnovo, abbellimento e armonizzazione del centrale piano della Murame, fu ideata una facciata che unificasse esteriormente le due chiese.
In seguito alla soppressione degli ordini monastici, il monastero e la chiesa monastica, ridedicata a san Giuseppe in seguito alla proclamazione a patrono avvenuta nel 1876, divenne proprietà del comune. Nel 1879 venne riaperta al culto, ma restò proprietà del comune fino al 1905, quando venne concessa alla chiesa del Santissimo Crocifisso a condizione che le due navate fossero unite. Questo avvenne mediante l'apertura di tre archi nel muro mediano nel 1919, originando così una tipologia atipica per l'impianto chiesastico, le due navate.
Chiesa di Santa Maria del Carmine
Locata nella via omonima, edificata nel 1929, è parrocchiale dal 1932. La chiesa è la seconda della città per grandezza e importanza. L'interno è decorato da gradevoli stucchi, di foggia barocca, opera dell'artista licodiese Giuseppe Anile detto "Pippinu 'a Pinta". La Vergine del Carmelo, compatrona della cittadina, è solennemente festeggiata il 16 e 17 luglio.

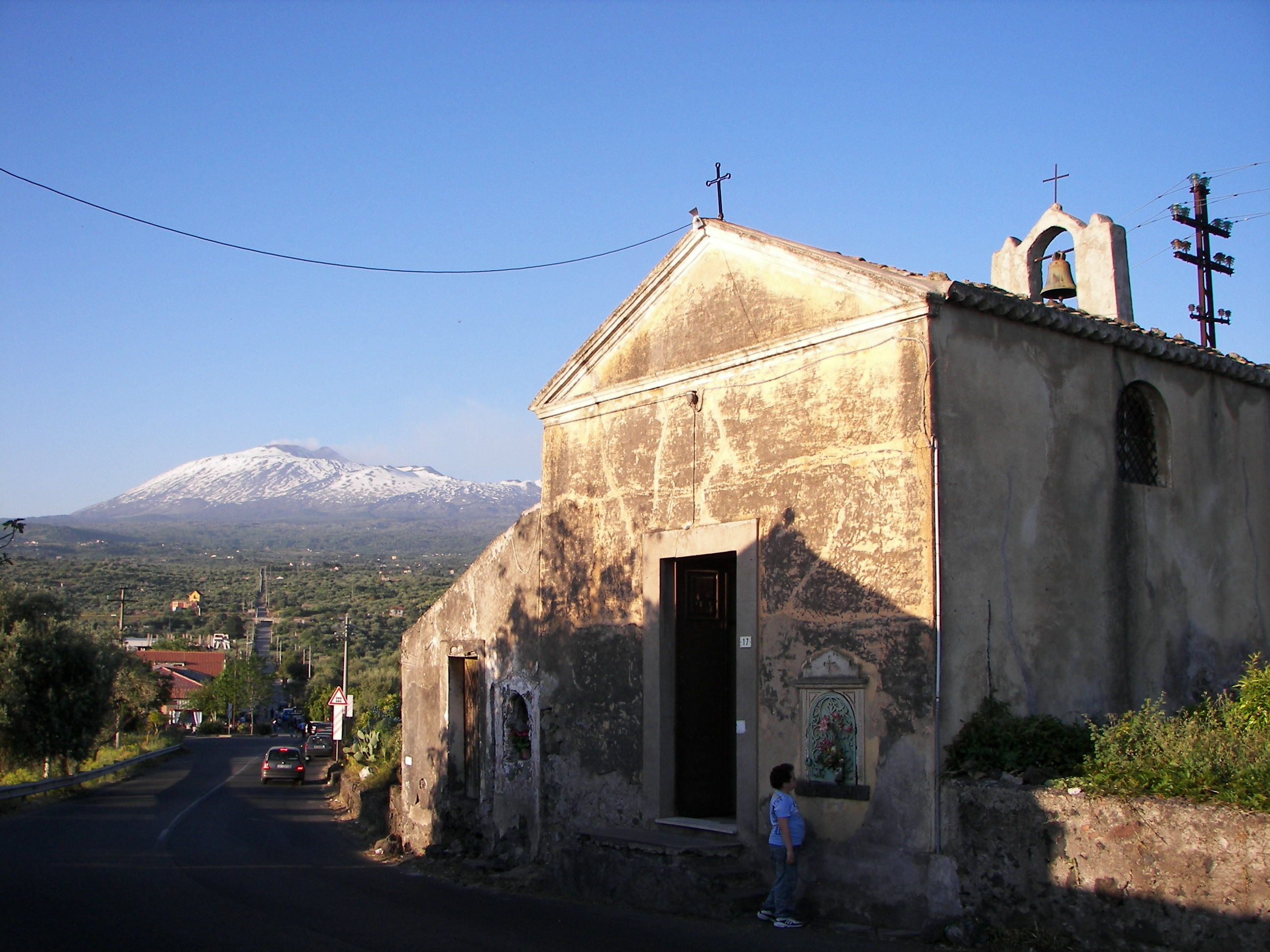
Chiesa delle Anime del Purgatorio
Sita sulla strada statale 121 Licodia-Biancavilla, a un chilometro dal centro abitato. La chiesa, dedicata a San Giuseppe e alle Anime del Purgatorio venne eretta nel 1882, per devozione della signora Rosaria Scaccianoce intesa "a Giurdana", in ricordo di una miracolosa apparizione delle Anime Sante. Secondo quanto la tradizione orale ci ha tramandato, la donna si era recata presso il suo podere, per raccogliere la legna da ardere nel forno. Ne fece tre fascine. Il peso però era eccessivo per l'anziana signora, che scoraggiata invocò l'aiuto delle Anime Sante del Purgatorio. Ad un tratto tre giovani sconosciuti si presentarono di fronte a lei, presero le fascine e scapparono via. Inutilmente la donna reclamò la legna, credendosi vittima di un furto, e così rassegnata ritornò alla propria abitazione. Con grande meraviglia si accorse che le fascine erano deposte sull'uscio di casa. Il fatto fu propagato, e l'identità dei tre giovani fu attribuita dalla pietà popolare ai Santi Fratelli, Alfio Filadelfo e Cirino. Con le offerte che la donna raccolse per i centri etnei fu eretta la Chiesa, che con atto notarile del 6 gennaio 1899, veniva donata all'Arcivescovo Protempore di Catania assieme agli edifici e terreno annesso, per garantire la rendita e l'apertura al culto. Oltre alla messa mensile, ogni anno i cittadini licodiesi compiono il pellegrinaggio alla chiesa il 10 maggio, in onore ai santi Alfio Filadelfo e Cirino fratelli martiri, venerati nella chiesa.
Chiesa della Madonna della Consolazione
Sita nel viale delle Rimembranze, la chiesa fu eretta nel 1857, avente funzione di cappella cimiteriale. Con l'apertura dell'attuale cimitero nel 1893, la chiesa venne chiusa. Nel 1928, per interesse del Sacerdote Luigi Panepinto, venne restaurata e riaperta al culto. Nei locali attigui venne creato anche un oratorio per i fanciulli della zona. Durante la seconda guerra mondiale subì seri danni, tanto da essere chiusa al culto. Nel 1952 il comune eresse sul luogo il Sacrario ai Caduti in Guerra, e demolì l'antica chiesetta erigendone una nuova più ampia, che però rimase incompleta per oltre 50 anni. Nel 2002 venne ultimata e riaperta al culto, grazie all'interesse del sacerdote licodiese Salvatore Palella. Conserva ancora la struttura rustica in pietra lavica, che la caratterizza rispetto alle altre chiese della zona.
Chiesa di Piano Ammalati
In contrada Schettino, esiste il luogo di culto più antico della zona. La chiesetta di Santa Maria, ha origini alto medioevali, e secondo la tradizione locale, sarebbe la prima chiesa edificata a Licodia, in seguito ad un miracolo operato dalla Madonna a favore di un pastorello.
La pianta della chiesa, orientata da ovest verso est, si sviluppa in senso longitudinale ed è delimitata dall'abside. Interamente costruita in pietra lavica, presenta sul semplice prospetto, lo stemma abbaziale in pietra bianca, a coronamento del portale lavico. La denominazione di Piano Ammalati, proverrebbe dall'utilizzo della zona a lazzareto durante le epidemie. La chiesa non è più officiata da tempo immemorabile, e per molti anni è stata reclusa in una proprietà privata, ed adattata a indecoroso rifugio per animali. Attualmente non è visitabile, ma è stata resa oggetto di lavori di restauro e consolidamento.
Chiesa dell'Immacolata

Chiesa dell'Immacolata negli anni cinquanta.

La chiesa di Maria Santissima Immacolata, in contrada Cavaliere, fu costruita come cappella privata nel 1932, dal sacerdote Francesco Rapisarda, sul terreno donato dalla sorella Santa, che donò la proprietà e la chiesa all'arcivescovo Protempore di Catania, per permettere la perpetuazione del culto, a beneficio dei coloni residenti nella zona. Nel 1954 l'arcivescovo eresse la chiesa a vicaria curata. Negli anni ottanta del Novecento vennero eretti dei locali attigui alla chiesa, per l'accoglienza di campeggi, soggiorni e incontri vari. L'antica chiesa, dalle dimensioni ridotte e inadatta al culto, per il numero crescente di abitanti nella zona durante il periodo estivo, è stata sostituita da una nuova e più ampia chiesa. Il 15 agosto di ogni anno, i villeggianti della zona, festeggiano solennemente la Madonna Assunta.
Chiesa della Resurrezione
Nel 1893, con l'edificazione dell'attuale camposanto, venne edificata la chiesa centrale. Posta prospetticamente in posizione centrale rispetto all'ingresso principale, presenta una armoniosa facciata a due ordini ascensionali, con campanile a vela, in stile Liberty, opera del licodiese Giuseppe Anile (1867-1943).
Altarino del Purrazzaro
Il monumentale altarino del Purrazzaro, prende il nome dal quartiere in cui è sito, derivante dalla destinazione del luogo a cultura delle cipolle, purrazzi in dialetto. Sulla collinetta del Purrazzaro, trasformata in un piccolo Calvario, esisteva fino alla prima guerra mondiale, una croce in legno alta 4 metri, posta dai padri benedettini, che segnava la fine della Via Crucis. Dietro iniziativa dei fratelli Borzì, tornati sani e salvi dalla Grande Guerra, fu eretto il monumentale altarino al posto della vecchia e cadente Croce. I lavori di costruzione iniziarono nel 1921, dietro autorizzazione del sacerdote Francesco Rapisarda. L'altarino, dalle forme barocche, a pianta quadrata, presenta una nicchia per lato, con i simulacri del Sacro Cuore, dell'Immacolata, di San Giuseppe e di Sant'Antonio. La copertura a cupoletta è sormontata dall'immagine allegorica della Fede.

### Architetture civili
Casina del Cavaliere

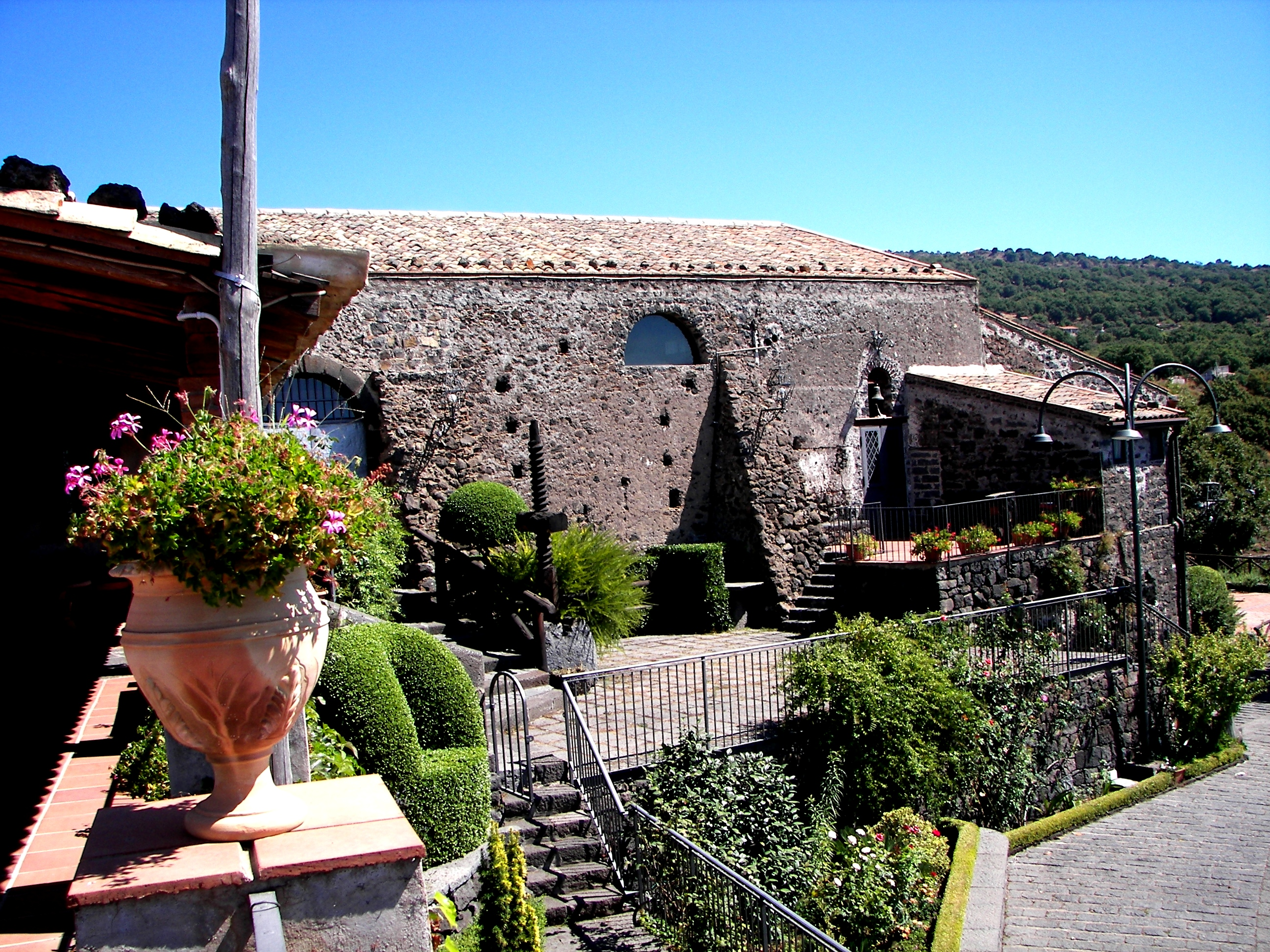
La Casina del Cavaliere

Struttura medievale risalente ai Padri Benedettini. Il grande latifondo noto come vigna del Cavaliere, fu dono di Simone di Policastro al Monastero licodiese, nell'atto della sua fondazione nel 1442. Nel 1346, la donazione venne ufficializzata con atto notarile, e altre terre furono aggregate alle pertinenze benedettine. Si rese così necessaria la costruzione di un edificio per l'accoglienza dei monaci nell'esercizio giornaliero delle attività spirituali ed agricole. La "Casina" era rettoria dipendente dall'Abbazia licodiese. I suoi ambienti erano composti da ampi cortili con cisterne, spazi d'uso abitativo, locali destinati a deposito di attrezzi e bestiame, oltre al palmento e al frantoio. Della Cappella rimane solo il ricordo a causa della sua quasi completa demolizione. Con le leggi soppressive del 1866, il feudo del Cavaliere e la Rettoria vennero scorporati ai Padri Benedettini e divennero proprietà dello Stato. Nel capitolo VII dei "I Viceré" di Federico De Roberto, si narra che la Rettoria e parte della vigna divenne proprietà di Don Blasco Uzeda, ex monaco benedettino secolarizzato, che grazie ad un prestanome riuscì a comprare la proprietà, mantenendo l'ufficio della cappella, lavorando la terra e creando una casa di villeggiatura. In tal modo, diceva, la proprietà è come fosse rimasta dei Benedettini. Per lungo periodo, la grande struttura cadde in rovina e abbandono. Il reimpiego a frantoio e palmento, la trasformazione di molti ambienti in depositi e stalle, causò la perdita di numerose testimonianze dell'epoca benedettina.
Nel 1968, la Rettoria Benedettina e parte del feudo vennero acquisite dalla famiglia Abate, che nel 1974 iniziò a restaurare l'edificio, per creare nei suoi ambienti un ristorante. Benché lontano dalla funzione originaria, questo nuovo impiego ha permesso la tutela, la conservazione dell'edificio, e del valore storico che rappresenta per la comunità.
Palazzo Ardizzone
Il Palazzo Ardizzone è uno degli edifici nobiliari più antichi della città. L'ala antica risalirebbe alla fine del seicento. Durante il settecento, venne edificata la seconda ala, la cui facciata, in pietra bianca, in stile "Umbertino", venne completata sul finire del secolo XIX. Il palazzo racchiude due corti. La corte maggiore è di rappresentanza, comprende le due parti del palazzo, l'originale e la moderna. Vi si accede tramite il portale lavico sulla Piazza Regina Elena. Dopo il vano porticato, sormontato dalla scala in muratura che conduce al piano superiore del palazzo seicentesco, si apre l'aria della corte, con cisterna centrale, ed eleganti mostre di portali in pietra bianca, finemente decorati.
La seconda corte, rustica, interna al palazzo moderno, era adibita a frantoio, con la grande macina in pietra lavica, era circoscritta dai depositi e dalle stanze della servitù. 
La zona abitativa, è caratterizzata dalle delicate pitture e dagli stucchi che decorano i soffitti.
L'edificio ospitava tra le sue mura il Museo Etno-antropologico, provvisoriamente spostato, in attesa di definitiva sede.
Palazzo Bruno

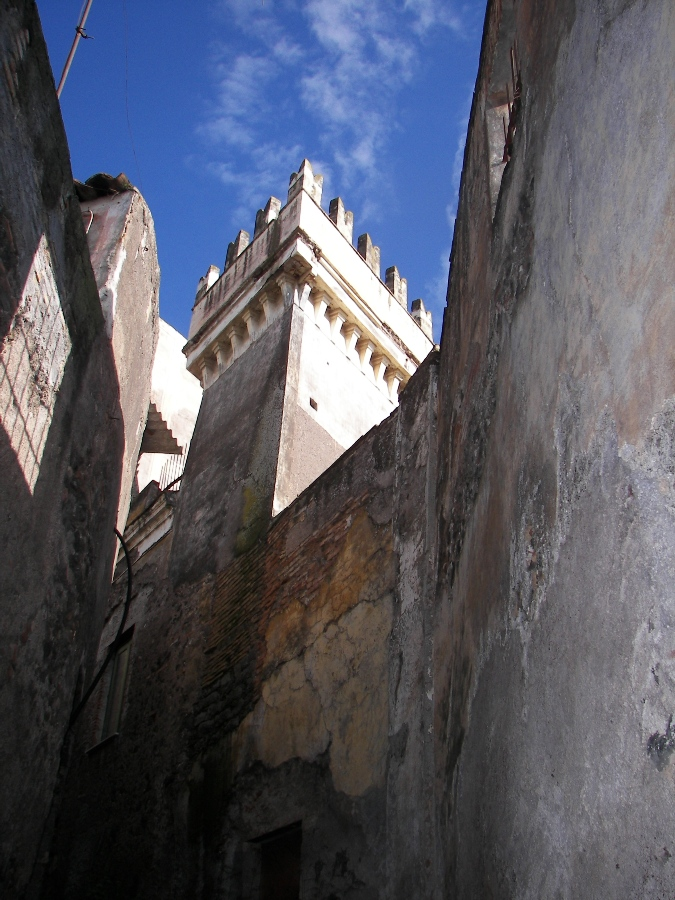
La Torre di Palazzo Bruno

Il palazzo, interessante dimora signorile, appartenuto alla facoltosa famiglia licodiese dei Bruno, fu edificato tra la fine del secolo XVIII e gli inizi del XIX. L'edificio occupa una vasta aerea. Il portale principale, in pietra lavica, con un interessante mascherone grottesco, si apre su via Vittorio Emanuele, mentre il resto della casa si articola, nei suoi vari ambienti, in direzione dell'antico quartiere delle Caselle. Dalla via Stefania Senia, è possibile ammirare la massiccia facciata e la grande terrazza, su cui si staglia l'elemento caratterizzante del palazzo, la torre, creata, su modello della torre normanna, durante l'Ottocento, epoca delle reviviscenze medioevali. Sempre sulla stessa via si ammira un altro portale lavico, sormontato dall'insegna del Santissimo Sacramento, che conduce alla Cappella privata della famiglia. All'interno dell'edeficio si trova l'antico fercolo di San Giuseppe, risalente al '600, con cui veniva portato in processione il Patrono.
Palazzo Spina
Costruzione del secolo XVII, unico esempio di edilizia civile dell'epoca nella zona. Distingue l'edificio, a due piani, la grande terrazza, prospiciente sulla via Vittorio Emanuele, un tempo arricchita da vasi in terracotta.
Torre campanaria

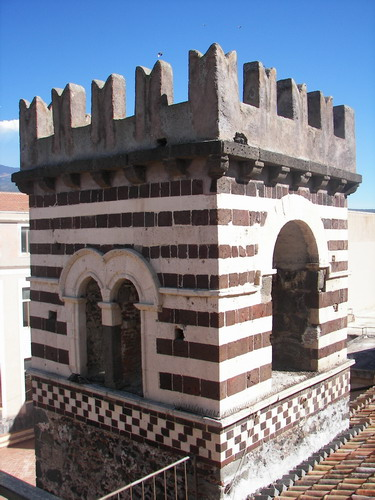
Loggia superiore della Torre Campanaria

L'edificio merlato, dedicato secondo la tradizione benedettina a San Nicolò, è un'opera del 1143, edificata su una precedente fortificazione d'epoca araba. Lo stile di transizione la colloca nell'epoca di passaggio dal romanico al gotico.
Di pianta quadrangolare ha la facciata principale rivolta ad oriente su cui si aprono bifore dagli archetti con l'intradosso a tutto sesto e l'estradosso a sesto acuto, decorato con motivi ornamentali e animali di stile romanico. Le bifore a nord sono di eguale misura, le bifore rivolte ad oriente sono di diversa grandezza e sulla facciata rivolta a sud si apre una grande monofora a tutto sesto. Notevole è l'effetto decorativo della loggia superiore, realizzato dal contrasto tra la pietra lavica scura e la bianca pietra calcarea.
Sulla facciata principale dell'edificio, è impresso lo stemma dell'Abate Vescovo Platamone, restauratore dell'edificio nel 1454. Il quadrante circolare di un antico orologio sovrasta la grande monofora decorata. Al pian terreno dell'edificio si osservano tracce della medioevale cappella di San Leone, antico luogo di sepoltura dei monaci, da cui proveniva una quattrocentesca tavola San Leo del Panacchio che adesso si trova a Catania.
La torre svolgeva anche la funzione di anello di congiunzione tra il castello di Adrano e quello di Paternò per le segnalazioni luminose. Adiacente alla torre si trovava il chiostro del monastero benedettino demolito nel 1929.

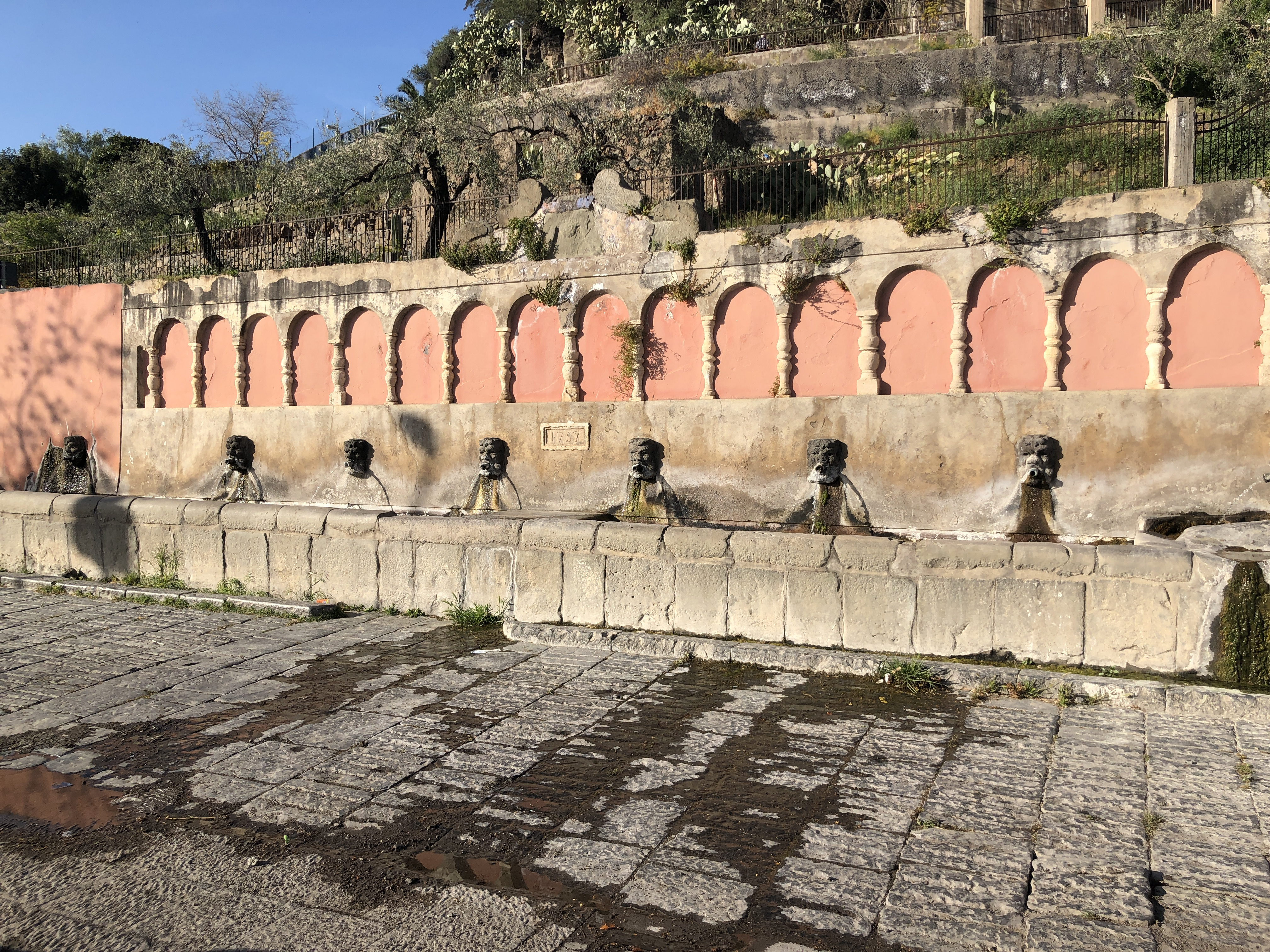
Fontana del Cherubino
Risale al 1757, su una preesistente fonte del periodo Aragonese, alimentata da una delle tante sorgenti naturali del territorio.
Palazzo municipale
Di origini medievali, più volte ampliato e trasformato durante i secoli, l'edificio aveva funzione di rappresentanza: in questo corpo di fabbrica, prospiciente sul piano centrale e affiancato alla chiesa monastica, risiedeva l'abate. L'attuale edificio risale al 1646, come è riportato sulla facciata; a metà Ottocento vennero però apportate delle modifiche al prospetto. A seguito della scorporazione di beni ecclesiastici, nel 1860, fu adattato a sede municipale. Interessanti reperti medievali si riscontrano all'interno. Frammenti di pavimentazione del secolo XIV ed elementi romanici e gotici. L'arco in pietra lavica del XII secolo, cavalca via che consente il passaggio in piazza, dal "piano della Badia", attuale piazza Madonna delle Grazie, è il fulcro del prospetto ed è sovrastato dal balcone principale, barocco, in pietra bianca. Altre testimonianze medievali e varie sovrapposizioni architettoniche si notano nella prima sezione della facciata. Degna di nota, al piano superiore, la stanza del sindaco, con un ricco arredo mobiliare ligneo, il soffitto decorato e un lampadario in vetro.

### Siti archeologici
La Civita

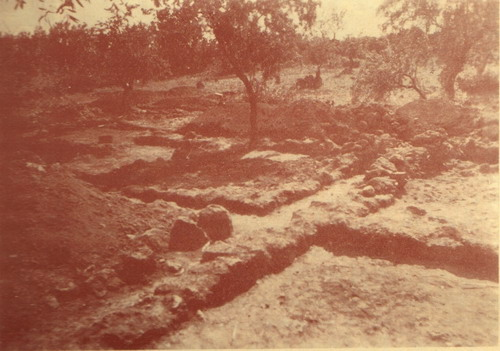
Gli scavi archeologici della città greco-romana di Inessa

Nella contrada Civita, a sud est dell'abitato, nell'anno 1951, venne alla luce i resti di un agglomerato urbano, con una grossa cinta muraria, oltre a resti di bronzi, ceramiche, terrecotte ed altro. Gli esperti sentenziarono che si tratta dei ruderi dell'antica città di Inessa. I Beni archeologici rinvenuti nella zona sono esposte nei musei archeologici di Adrano e Siracusa, ma a causa della assoluta indifferenza di chi di dovere, la zona lasciata reclusa in proprietà private, è stata depredata più volte da bande di tombaroli. Nella zona sono presenti anche i ruderi di un acquedotto greco-romano, adoperato per trasportare l'acqua da Santa Maria di Licodia a Catania. L'imponente opera fu restaurata a suo tempo dal Console Romano Flavio Arsinio. Il pittore J.Heoul, durante il suo viaggio in Sicilia nel secolo XVIII, immortalò nelle sue tele i resti dell'acquedotto, oltre al serbatoio d'acqua, esistente fino alla fine del secolo XVIII, nella zona denominata "costa botte", attuale piazza Matteotti, a sud dell'abitato.
La Torre detta "di Calafato"

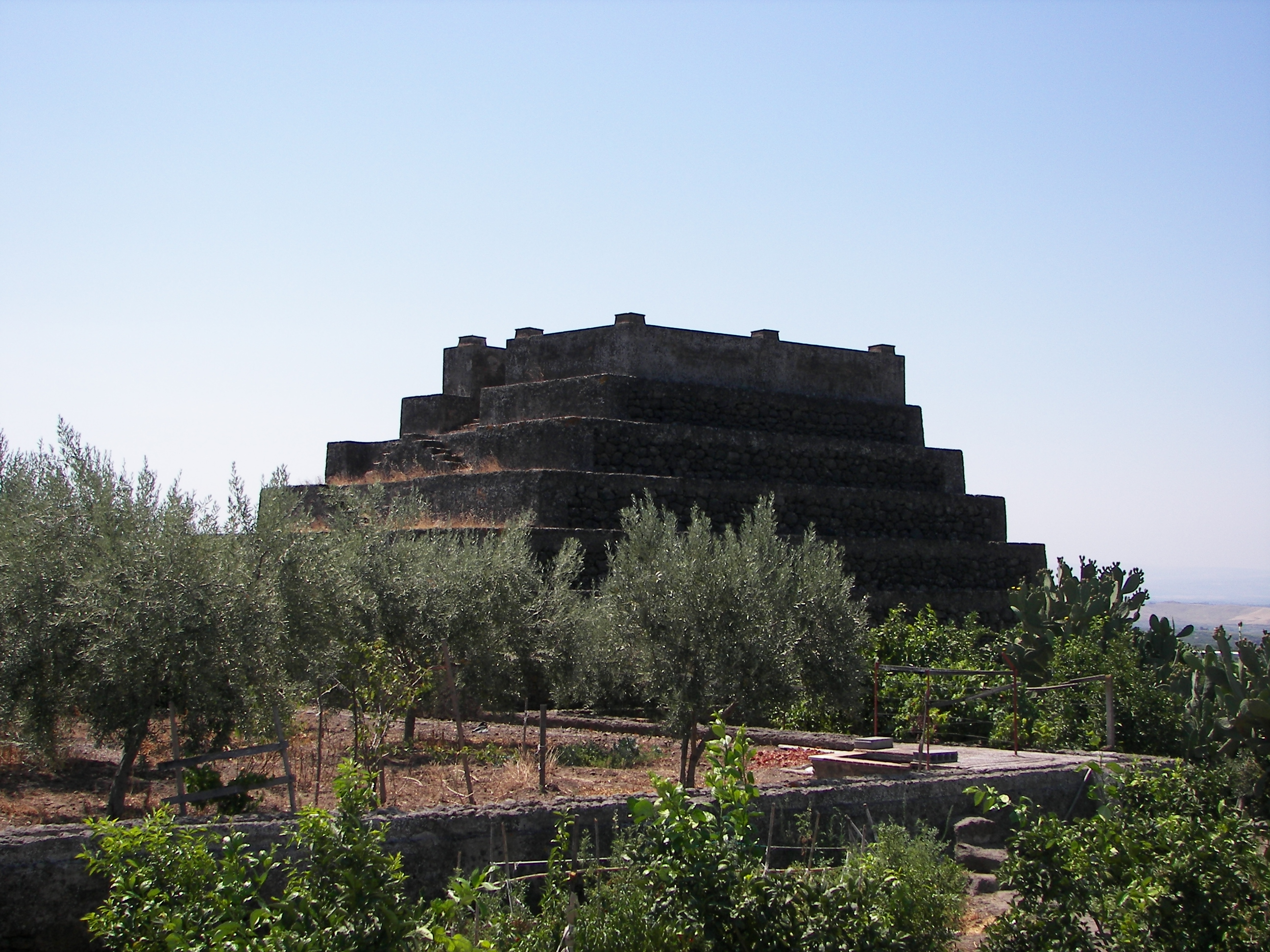
Torre di Calafato

La funzione e datazione restano ancora incerti. È opinione diffusa che potrebbe trattarsi di una costruzione antica, di un luogo di culto o addirittura di una tomba di origine greca, senza che però si abbiano indizi concreti o riferimenti testuali che lo comprovino. Alcune strutture piramidali di questo tipo si trovano sia in altre località etnee che in diverse parti del mondo, come ad esempio le piramidi di Guimar a Tenerife, o le numerose piramidi presenti alle Isole Mauritius. Neanche per queste altre piramidi c'è comunque tra gli studiosi un consenso generale sulla destinazione, l'origine e la datazione delle stesse.
Alcuni considerano più probabile che la torre sia opera di imprenditori locali, costruita (o quantomeno risistemata) verso la fine del XIX secolo come vedetta per le campagne o magari come "pitrera", cioè come struttura atta a raccogliere e sistemare la grande quantità di pietre che i contadini dovevano rimuovere dal terreno per poterlo coltivare. Quest'ultima ipotesi è suggerita dalla presenza di numerosi strutture piramidali a gradoni o coniche in decine di siti agricoli dell'area etnea, alcuni dei quali posti a poche centinaia di metri dalla torre in questione. Tra tutti questi cumuli di pietre la Torre di Calafato spicca però per la sua bellezza e per la maestria della sua tecnica costruttiva. Questo potrebbe essere uno dei motivi per cui da alcuni anni se ne ipotizza una più nobile origine.
La torre di Calafato ha una struttura in pietra lavica, e si innalza come una piramide a gradoni a pianta rettangolare. In cima alla torre si apre un piano calpestabile attorniato da sedili in pietra posti a ridosso dei muretti esterni. A tale terrazza si accede dal lato nord-est della torre tramite una doppia scalinata simmetrica di pregevole fattura. La torre è ben visibile dalla strada che la fiancheggia, ma essendo inclusa nella recinzione privata di un agrumeto, risulta visitabile solo col permesso degli attuali proprietari.
Tale monumento è parzialmente crollato a seguito del sisma del 2018.
Tre cisterne
Dall'epoca romana, esistono in contrada Cavaliere Bosco, tre cisterne in pietra lavica. Esse furono adoperate come serbatoi d'acqua, per l'abbeveraggio dei greggi e delle mandrie di passaggio nella zona. Il diploma Normanno di Fondazione del 1143, le cita tra le donazioni al monastero.

### Altro

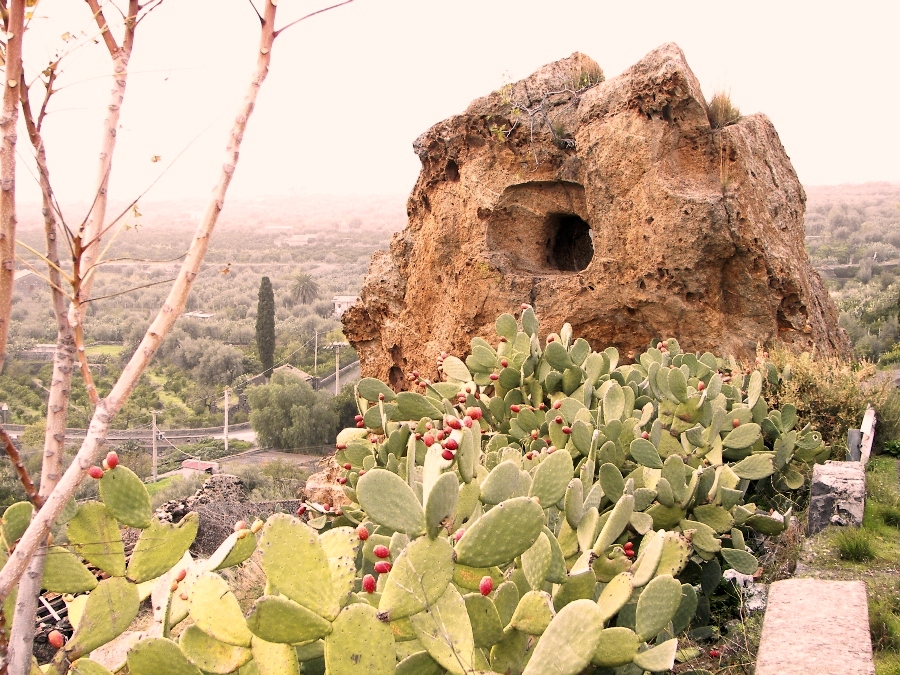
Petra pirciata

- Ulivi Millenari, siti in p.zza degli Ulivi, secondo la relazione della Commissione dell'Accademia delle Scienze di Berlino, venuta in Sicilia per lo studio dell'Etna nel 1840, e presieduta dal Barone Walterschausen, essi sono stati considerati dell'età di 25 secoli, quindi sarebbero i più antichi di Sicilia, furono infatti citati da Cicerone al capitolo II delle “Verrine”.

- Petra Pirciata, caratteristica roccia arenaria in via San Francesco, presenta nella parte sommitale un muro con un foro, che secondo la leggenda fu creato dal ciclope Carlapone. Citata nel Diploma Normanno del 1143. Ai piedi della roccia, rimangono gli avanzi dell'antico villaggio medioevale, trasformati nei secoli successivi in un mulino ad acqua, ed adesso completamente abbandonati.

- Giardino Belvedere, poggia sulla timpa di rupe basaltica, con visuale sulla Piana di Catania e sui monti Erei. L'ingresso  è formato dalla larga piazza circolare, sul cui selciato campeggia lo Stemma Comunale, e in fondo alla quale è posta la fontana centrale, con la statua marmorea della Venere Italica, copia del celebre marmo di Antonio Canova.

### Liberty

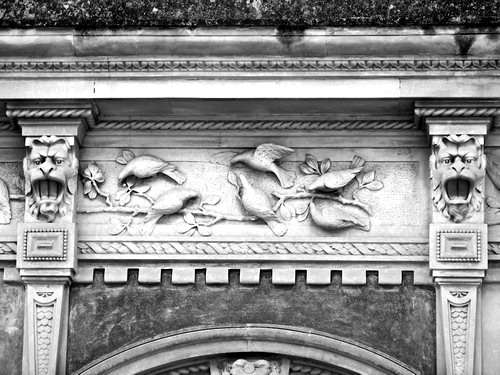
Particolari dei prospetti liberty su Piazza Umberto I

La cittadina conserva, nel suo centro storico, un interessante patrimonio liberty, riscontrabile principalmente nell'architettura civile. I palazzi in stile, furono riedifcati in loco di altri edifici più antichi, tra la seconda metà del secolo XIX e il primo decennio del novecento. Grandi maestri dell'art nouveau, furono i licodiesi Simone Ronsisvalle (1879-1960), eccelso scultore, e Giuseppe Anile (1867-1943), decoratore e architetto. Da ammirare i palazzi La Rosa, Leonardi, Anile, per le loro peculiarità. Anche nell'arte religiosa esistono ottimi esempi, quali il simulacro della Madonna del Carmelo, del 1902, conservato in Chiesa Madre, e le eccentriche facciate delle cappelle cimiteriali.

## Società

### Evoluzione demografica
Abitanti censiti

## Infrastrutture e trasporti

### Ferrovie

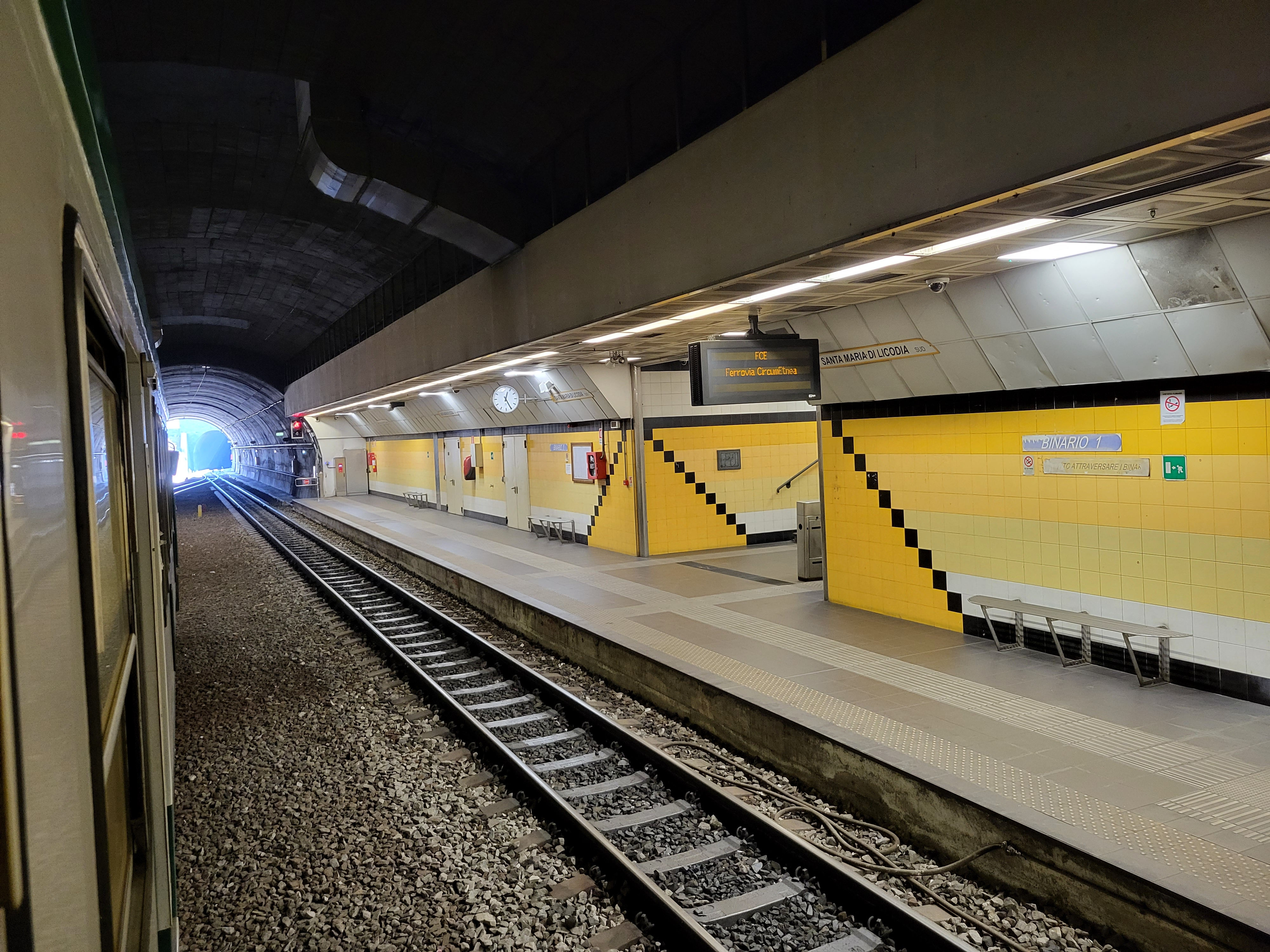
La stazione di Santa Maria di Licodia Sud della Ferrovia Circumetnea.

Il territorio comunale è attraversato dalla Ferrovia Circumetnea, ed è servito da due stazioni ferroviarie interrate: Santa Maria di Licodia Sud e Santa Maria di Licodia Centro.
La stazione di Santa Maria di Licodia Sud è ubicata in via Caltanissetta, nonché in prossimità del cimitero comunale.
Essa è una stazione di costruzione "ex-novo", ed è predisposta per lo scartamento ordinario, nonché per la metropolitana di Catania.

La stazione di Santa Maria di Licodia Centro, si trova in viale libertà, adiacente alla piazza stazione.
Essa è stata costruita sotto alla storica stazione di Santa Maria di Licodia, ed esattamente come la precedente stazione, anch'essa è predisposta per lo scartamento ordinario, nonché per la metropolitana di Catania.

## Tradizioni e folclore

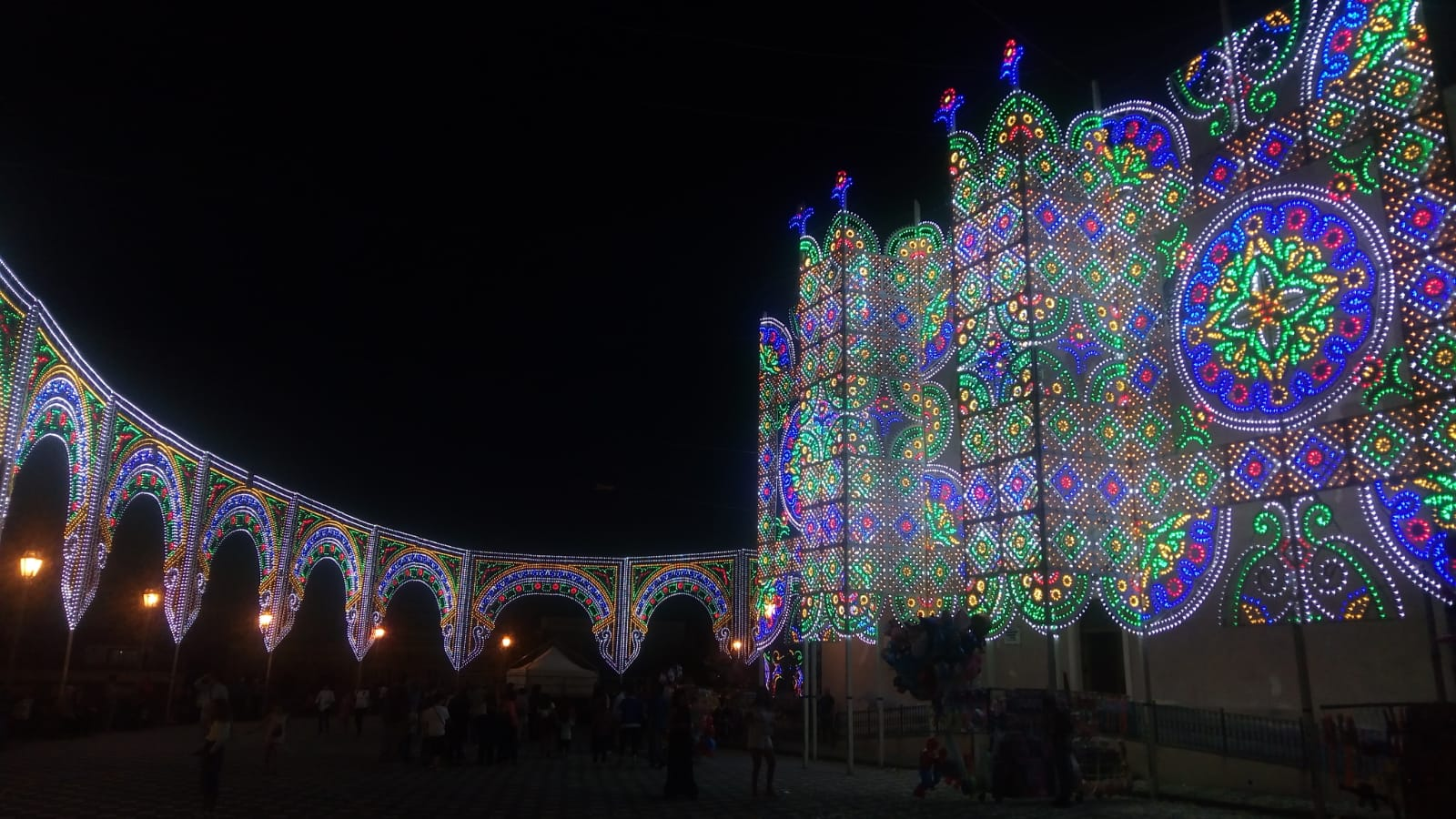
Festa di san Giuseppe

Le Festività di san Giuseppe vengono ininterrottamente celebrate l'ultimo sabato domenica e lunedì del mese di agosto, dal 1876. La festa ha origini più antiche, certamente risalenti all'inizio del secolo XIX, ma fu proprio in quell'anno che il beato Giuseppe Benedetto Dusmet, cardinale arcivescovo di Catania, decise di collocare i festeggiamenti nel mese di agosto, in concomitanza con l'anniversario di fondazione e infeudazione del villaggio di Licodia (Agosto 1143), e della successiva autonomia comunale ottenuta con Regio Decreto nell'Agosto 1840. Il Santo Patrono è ricordato in maniera solenne anche il 19 marzo, nella sua festa liturgica.

## Cultura

### Scuole
È presente nel comune l'istituto comprensivo "Don Bosco", costruito negli anni 80 e divenuto autonomo nel 2000, che comprende scuola materna, elementare e secondaria di primo grado e un istituto alberghiero costruito alla fine degli anni 2000. 

## Geografia antropica

### Suddivisioni amministrative
- Quartiere Pepe, delimitato dalle seguenti vie: via Quintino Sella, piazza Regina Elena, via Pacini.
- Quartiere Pulcheria, delimitato dalle seguenti vie: via Orazio Longo, via Trainara, via Quintino Sella.
- Rione Caselle – Costa Botte, delimitato dalle seguenti vie: via Pietro Napoli, via Mulini, via San Francesco d'Assisi.
- Quartiere Porrazzaro, delimitato dalle seguenti vie: via Magenta, via Etna, vico Borzì.
- Chiusa Nziti, delimitata dalle seguenti vie: via Moschetto, via Bellini, via Regina Margherita, viale Aldo Moro, Nuove case popolari.
- Quartiere San Gaetano, delimitata dalle seguenti vie: via G. Privitera, via P. Napoli,
- Quartiere Piritello, delimitato dalle seguenti vie: via S. Battaglia, via Vittorio Emanuele, via F. Magri, via Mazzini.
- Quartiere Belvedere Chiusa Balzo, delimitato dalle vie: via Bonaventura,via La Marmora
- Quartiere Larghi, delimitata dalle seguenti vie: via F. Puglisi, strada Ferrata, strada Cicero.
- Quartiere Baglio, delimitato dalle seguenti vie: via Bellini, piazza Umberto I, via Vittorio Emanuele.
- Piano S. Agata, delimitato dalle seguenti vie: via Regina Margherita, via S. Battaglia.

## Amministrazione
Di seguito è presentata una tabella relativa alle amministrazioni che si sono succedute in questo comune.
| Periodo          | Periodo           | Primo cittadino               | Partito                                 | Carica              | Note   |
| ---------------- | ----------------- | ----------------------------- | --------------------------------------- | ------------------- | ------ |
| 24 novembre 1988 | 20 marzo 1990     | Salvatore Pelleriti           | Democrazia Cristiana                    | Sindaco             | [ 11 ] |
| 20 marzo 1990    | 24 novembre 1990  | Vincenzino Caruso             | Democrazia Cristiana                    | Sindaco             | [ 11 ] |
| 24 novembre 1990 | 7 febbraio 1992   | Salvatore Rasà                | Democrazia Cristiana                    | Sindaco             | [ 11 ] |
| 7 febbraio 1992  | 22 giugno 1992    | Calogero Cantali              | Democrazia Cristiana                    | Sindaco             | [ 11 ] |
| 17 luglio 1992   | 2 aprile 1993     | Maria Lucia Tomasello         | Partito Socialista Democratico Italiano | Sindaca             | [ 11 ] |
| 21 maggio 1993   | 2 luglio 1994     | Antonio Mazzaglia             | Democrazia Cristiana                    | Sindaco             | [ 11 ] |
| 21 luglio 1994   | 21 novembre 1994  | Camillo La Rosa               |                                         | Comm. straordinario | [ 11 ] |
| 5 dicembre 1994  | 30 novembre 1998  | Maria Lucia Tomasello         | Alleanza Nazionale                      | Sindaca             | [ 11 ] |
| 30 novembre 1998 | 27 maggio 2003    | Salvatore Rasà                | L'Ulivo                                 | Sindaco             | [ 11 ] |
| 27 maggio 2003   | 26 settembre 2006 | Francesco Petralia            | Unione di Centro, lista civica          | Sindaco             | [ 11 ] |
| 31 ottobre 2006  | 15 maggio 2007    | Luigi Lucifora                |                                         | Comm. straordinario | [ 11 ] |
| 18 maggio 2007   | 3 febbraio 2012   | Salvatore Rasà                | lista civica                            | Sindaco             | [ 11 ] |
| 11 maggio 2012   | 11 giugno 2022    | Salvatore Carmelo Mastroianni | lista civica                            | Sindaco             | [ 11 ] |
| 12 giugno 2022   | in carica         | Giovanni Buttò                | lista civica                            | Sindaco             | [ 11 ] |

### Gemellaggi
- Lőrinci, in Ungheria (2009/2010)

Santa Maria di Licodia è religiosamente gemellata, per via del Patrono San Giuseppe con:
- Rabat, nell'Isola di Malta
- Pisano Etneo, frazione di Zafferana Etnea
- San Giuseppe in Ognina di Catania